# Pantáta Bezoušek (film, 1941)
Pantáta Bezoušek je český film z roku 1941, režiséra Jiřího Slavíčka. Scénář napsal Karel Steklý podle stejnojmenného románu Karla Václava Raise. Hudbu k filmu složil Jiří Julius Fiala, který též dirigoval Symfonický orchestr hlavního města Prahy FOK a Český pěvecký sbor. Ve filmu byla též použita hudba z opery Prodaná nevěsta od Bedřicha Smetany a záznam z části inscenace této opery v Národním divadle (režie: Josef František Munclingr), při které hrál Orchestr Národního divadla v Praze a zpíval Sbor opery Národního divadla v Praze.
Film byl natáčen od 1. dubna 1941 do května 1941.

## Obsazení
Hlavní role
- Jaroslav Vojta (pantáta Bezoušek)
- Ladislav Boháč (JUDr. Josef Bezoušek, syn pantáty Bezouška)
- Zita Kabátová (Márinka, snacha pantáty Bezouška)
- Jindřich Plachta (berní kontrolor Věnceslav Karbulka)
- Vlasta Matulová (Melanka, Márinky sestra)
- Karel Hašler (rada Burdych, otec Márinky a Melanky)[pozn. 1]
- Milada Smolíková (dcera pantáty Bezouška)
- Jan Pivec (stavitelský asistent Jan Králiš)

Dále  hráli: Jindřich Blažíček, Marie Blažková, Bedřich Bozděch, Marie Budíková, Josef Celerin, Alois Dvorský, František Filipovský, Ferenc Futurista, Antonín Holzinger, Rudolf Hrušínský, Emanuel Hříbal, Vladimír Jedlička, Josef Kemr, Betty Kysilková, Luděk Mandaus, Ota Motyčka, Marie Nademlejnská, Karel Němec, Ella Nollová, Karel Postranecký, Marie Rosůlková, Vladimír Řepa, Vladimír Smíchovský, František Vajnar, Hermína Vojtová a Václav Vydra st.